# Syzygy (Album)
Syzygy ist ein Album des Tarfala Trio, bestehend aus dem Bassisten Barry Guy, dem Saxophonisten Mats Gustafsson und dem Schlagzeuger Raymond Strid. Die am 14. November 2009 in Hasselt, Belgien entstandenen Aufnahmen erschienen 2011 auf NoBusiness Records.

## Hintergrund
Die Wurzeln der Gruppe reichen bis ins Jahr 1992 zurück; Gustafsson, Guy und Strid traten gemeinsam in ganz Europa auf, unter anderem in Zusammenarbeit mit den Pianisten Sten Sandell und Marilyn Crispell, dem Schlagzeuger Alvin Fielder und dem Saxophonisten Kidd Jordan. 1996 erschien mit You Forget to Answer ein erstes gemeinsames Album; 1997 folgte der Mitschnitt Gryffgryffgryffs (The 1996 Radio Sweden Concert), mit Beteiligung von Marilyn Crispell und erschienen auf Music & Arts. Schließlich wurde das Trio reaktiviert, um auf Tournee zu gehen; Syzygy – ein Konzertmitschnitt aus Belgien vom November 2009 – enthält vier ausgedehnte Improvisationen auf zwei Vinylplatten sowie einer zusätzlichen 7-Zoll-Platte.
Zwei Bedeutungen des Albumtitels würden als besonders treffend hervorstechen, notierte John Sharpe; die erste bezieht sich auf eine geradlinige Anordnung von drei Himmelskörpern; und der zweite, ein Begriff, den der Psychiater Carl Gustav Jung verwendete, um eine Vereinigung von Gegensätzen zu bezeichnen. Während Ersteres angesichts der glorreichen Vergangenheit insbesondere von Guy und Gustafsson keiner allzu großen Erklärung bedarf, sei zweiteres nicht so offensichtlich, so der Autor. Aber ein großer Teil dieser starken Anziehungskraft beruhe auf der Spannung zwischen diesen beiden Polen.

## Titelliste
- Tarfala Trio: Syzygy (NoBusiness Records NBLP 35/36 + NBEP1)[2]

2 LP Edition
A Broken by Fire
B Lapilli Fragments
C Cool in Flight
D Tephra
E Syzygy
Download
1. Broken by Fire 10:31
2. Broken by Fire (continues) 10:54
3. Lapilli Fragments 17:38
4. Cool in Flight 8:21
5. Cool in Flight (continues) 13:43
6. Tephra 9:59
7. Tephra (continues) 9:11
8. Syzygy 6:32

## Rezeption

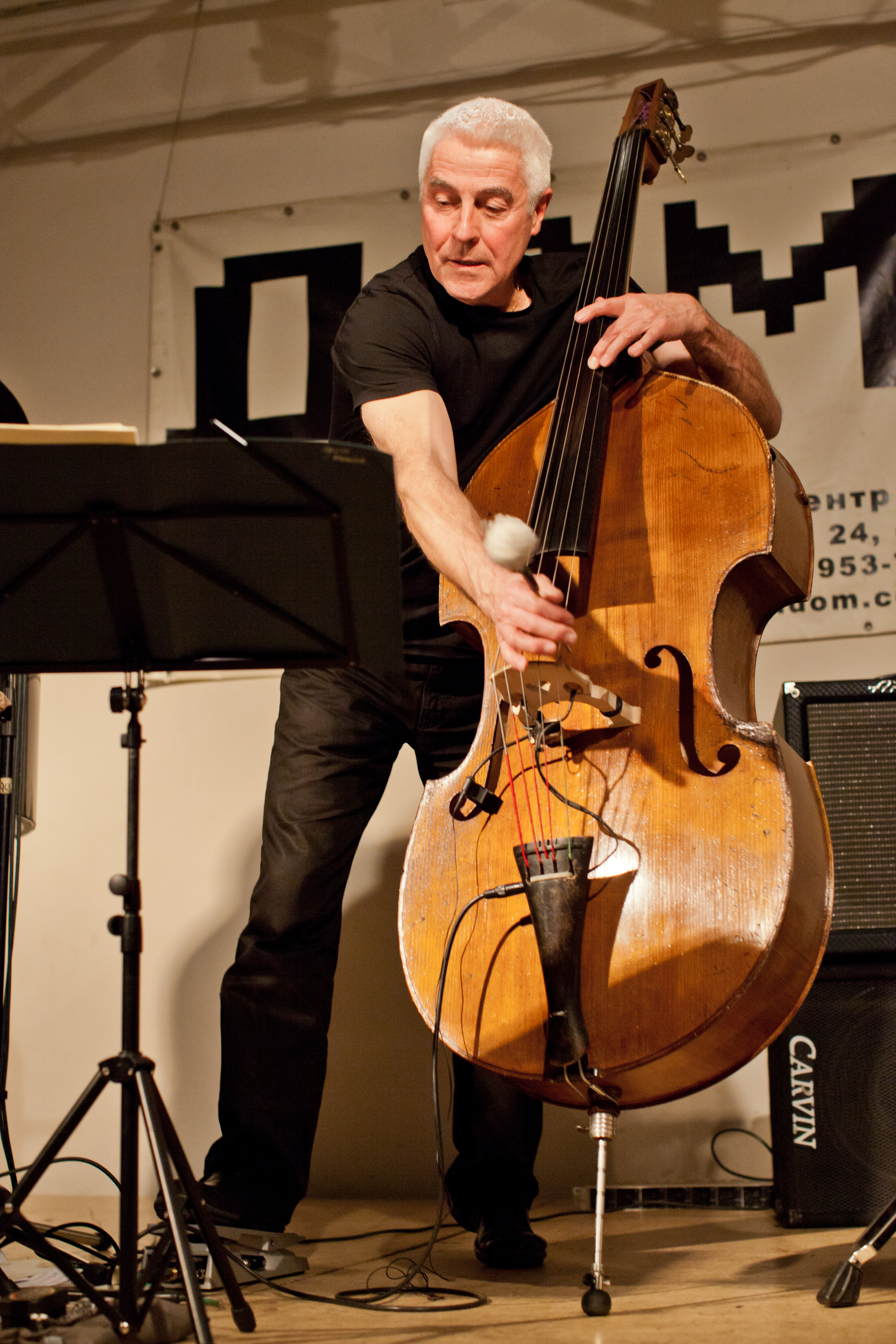
Barry Guy (2013)

Nach Ansicht von John Sharpe, der das Album in All About Jazz rezensierte, beruhe ein großer Teil der starken Anziehungskraft auf der Spannung zwischen zwei Polen: den intellektuellen Machenschaften des Bassisten im Gegensatz zum erdigen, viszeralen Biss des Holzbläsers. Zusammen würden die drei Männer eine erstaunliche Dynamikspanne abdecken, die von glühender Intensität bis hin zu fast unmerklichem Klangfarben-Ping-Pong reiche und die Leidenschaft von Albert Ayler mit europäischer Improvisation verbinde. Gustafsson – hauptsächlich auf dem Tenorsaxophon und nicht auf seinem üblichen Bariton – entlade seine eindringlichen Phrasen dennoch in einem tiefen, schroffen Ton, der an den Rändern ausfranse und immer kurz davor stehe, in lautstarke Schreie auszubrechen. Zwischen den Crescendos geselle er sich zu Guy mit plosivem Knallen auf den Klappen und wimmernden Jaulern, zeige aber auch eine zärtliche Seite, die sich in einer gedämpften, weltmüden Lyrik ausdrücke, die nach all der Pyrotechnik wie ein kühlender Balsam wirke.
Angesichts des Rufs, sowohl absolute Freiheit als auch raffinierte Distanz zu bieten, könne man leicht vergessen, dass Dinge wie Lyrik und Feinheit wichtig sind und dass Spieler mit so viel Erfahrung wie Gustafsson und Strid zu poetischen Aussagen fähig sind, schrieb Clifford Allen in Tiny Mix Tapes. Ein Teil der Vorliebe dieser Gruppe für einfaches Geben und Nehmen könnte auf Barry Guys Anwesenheit zurückzuführen sein. Der Bassist sei seit 1967 eine bedeutende Figur in der kreativen Musiklandschaft und zeige keine Anzeichen dafür, dass er nachlasse – „geschmeidige Orchestrierung“ könnte sein Pseudonym sein. Es gebe immer mal wieder Bruchstücke von Jazz, oder vielleicht ist das Ganze „Jazz“, je nachdem, wie offen man die Definition dieser Musik wählt – „Gefahr, Aufregung, Liebe und Wissen, wobei die einzige vorherbestimmte Struktur Empathie ist“.